# 灰背长尾伯劳

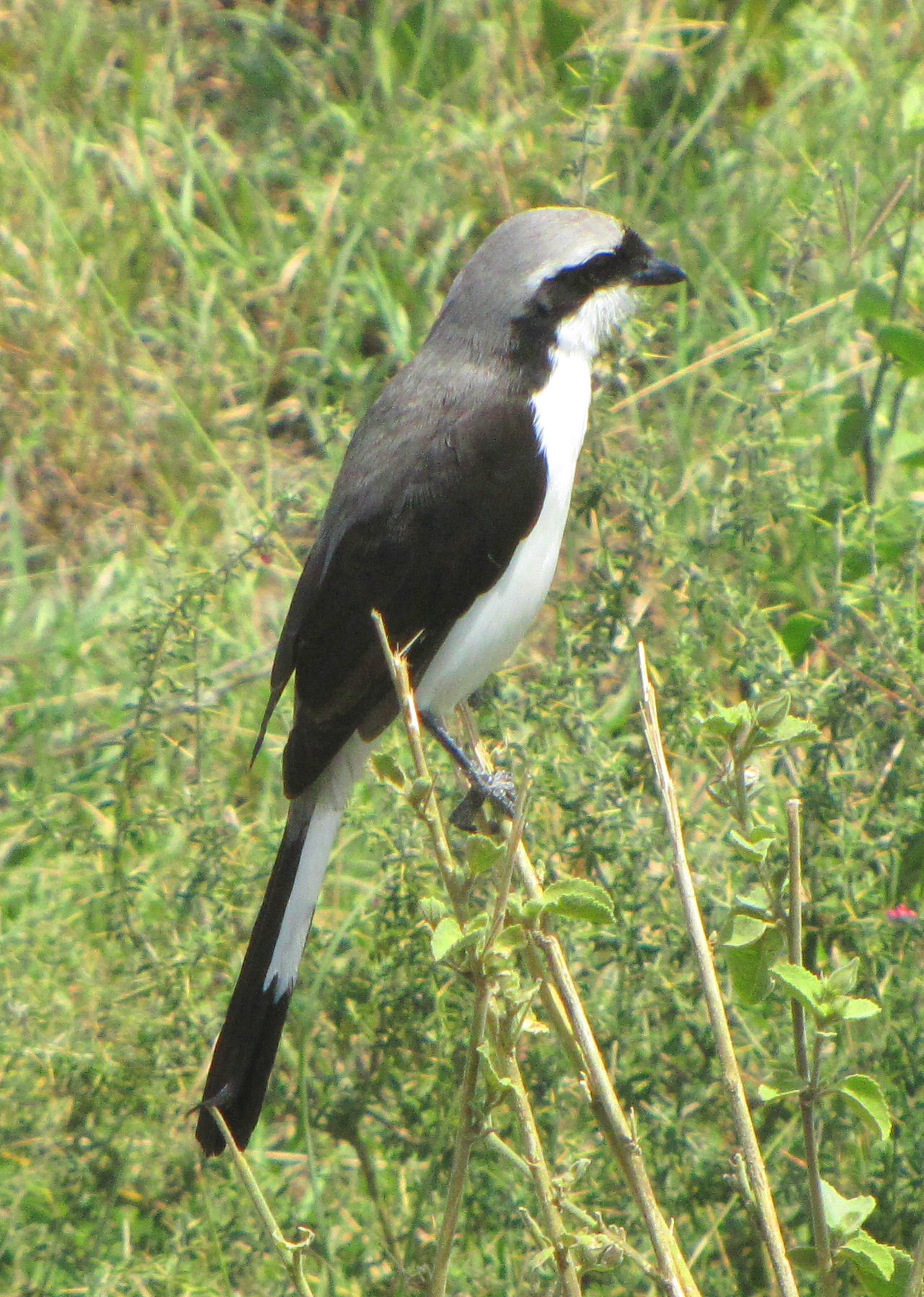
摄于坦桑尼亚塞伦盖蒂国家公园

灰背长尾伯劳（学名：Lanius excubitoroides）是伯劳科伯劳属的一种。分布于布隆迪、喀麦隆、中非共和国、乍得、刚果民主共和国、埃塞俄比亚、马里、毛里塔尼亚、尼日利亚、卢旺达、苏丹、坦桑尼亚和乌干达。其自然栖息地为干燥的稀树草原以及亚热带或热带的干燥低地草地。